# アラン・グライス
アラン・グライス（Alan Ⅿaxwell Grice、1942年10月21日 - ）は、オーストラリアの元レーシングドライバー。1972年のレースデビュー以来主にツーリングカーレースで活躍し、ホールデンや日産のワークスドライバーとして活躍。オーストラリアやアジアのツーリングカーレースに出場し、好成績を収めた他、ル・マン24時間レースやスパフランコルシャンレースなどの耐久レースにも出場し、活躍する。また日本でも活躍し、全日本ツーリングカー選手権(JTC)や全日本スポーツプロトタイプカー耐久選手権にエントリーしていた。その後も2005年に引退するまで活躍した。

## 経歴
グライスはATCCでのHoldenのファクトリーチーム（1990年のバサースト1000で知られる）からレースに参戦して勝利しているが、彼はそれ以前にはHoldenのプライベイターとしてHoldenのワークスチーム（通常はPeter Brockが運転）と戦いながら多くのキャリアを過ごしていた。キャリア初期には象徴的なHolden Torana LH SLR / 5000 V8をドライブした最初のレーシングドライバーだった（ただし、レースバージョンのバサースト優勝バージョンL34ではなく、ロードバージョンL31で参戦していた）。1974年、グライスはクレイヴン・マイルド・レーシングチームでの参戦を開始し、翌年、彼はSL / R 5000トラナのオーストラリア・ツーリングカー選手権で多くの優勝を獲得。 
1975年になるとオーストラリア・ツーリングカー選手権で最も熾烈な挑戦をしたグライスは、彼が第5、7、8戦で失格していなければ、選手権を獲得しているはずであった。この第5戦サーファーズ・パラダイスではレースに勝ちましたが、ホールデン・ディーラーチームのマネージャーのハリー・ファースが抗議したため失格とされた。ファースはグライスのCraven Mild Torana L34にあるHolden V8エンジンのサーモスタットは、実際には車のグローブボックス内にあり、本来あるべき場所になかったと主張。これはファースがグライスのメカニックの1人を説得して、アイテムをグローブボックスに入れてシーズンを妨害しようとしたと推測、その時点でグライスがポイントテーブルをリードしていた。ファースのリードドライバーであるコリン・ボンドは、1975年のATCCで優勝。グライスは第5戦で失格を訴えられた後も暫定的にシーズン参戦を続けたが、5戦の失格が確定されると、残りのラウンドもすべて失格と裁定され、7戦と8戦のポイントもすべて失った。  
1978年、グライスはバサースト1000に出場し、クレイヴン・マイルドレーシングのホールデンLXトーラナA9X SS5000でピーターブロックに次ぐ2位になった。1978年と1979年のオーストラリアスポーツセダン選手権では、フランク・ガードナーチームのシボレーコルベアを運転して優勝。1979年のHardie-Ferodo1000でオープンホイールスターのアルフレド・コスタンツォで4位に入賞、他のフィールドと同じように、Craven Mild ToranaハッチバックでPeter Brockとジム・リチャーズの HDT Toranaに9周遅れであり、ブロックにとって深刻な脅威ではなかった。   
1980年、クレイヴン・マイルドチームはスポーツセダンシリーズでBMW 318iターボでの参戦を開始。最初は通常のクレイヴン・マイルドカラーだったが、後にJPSチームの黒と金色になった。グライスはこのクルマでほとんど成功せず、ターボチャージャー付きエンジンのパワーではないハンドリングと絶えず戦いました。グライスと、チームマネージャーのガードナーとの関係もこの時点で悪化し、1981年の終わりにJPSチームから解任されました。これは、2009年に78歳でガードナーが亡くなるまで続いた、グライスとガードナーの間の長年の敵意につながりました。敵意の核心は、ガードナーがグライスの攻撃的な運転スタイルについて良い印象を持っていなかったと言われている一方で、グライスはガードナーが長年のクレイヴンAとJPSのタバコのスポンサーを私から盗んだ、とも主張している。
1984年のオーストラリアGT選手権では、Re-Carのボスであるアラン・ブロウンに買収された元ボブジェーンデコンシボレーモンツァを運転して簡単に優勝。グライスとモンツァはシリーズのすべてのラウンドでポールに座り、1レースを除いてすべてに勝ちました、彼の唯一のリタイヤは、第3戦カルダーパークレースウェイの最終ラップでピーター・フィッツジェラルドのポルシェカレラRSRに対して8秒のリードを保持していながら、燃料圧を失った時だけであった。 1984年後半、グリスは、 1984年の世界耐久選手権の一環としてSandown 1000に出場したとき、モンツァのツアーのスターであるジョンソンとドライバーエンジニアのロンハロップと一緒になりました。 このレースはオーストラリアで開催された史上初の世界選手権ロードレースでした。グライスは特別な「ACクラス」（オーストラリアGTおよびスポーツカー選手権の車 ）で走り、クラス18位と2位、 1984年オーストラリアスポーツカー選手権で優勝したロマーノWE84- アルフレドコスタンツォがドライブするコスワースに1.9秒差をつけました （そして、彼のロスマンズ ポルシェ956でのステファン・ベロフのポールタイムよりもほぼ9秒遅い）。 モンツァは強く走り、グライスは600 bhp (447 kW; 608 PS)  6.0 L シボレーは、ストレートで高速のポルシェにとどまることができましたが、ターン中は地面効果のスポーツカーに負けました（ジョンソンは、その扱いに値するよりもはるかにうなりがあったと主張しましたが、グライスはモンツャでは非常にうまく処理しました）。 モンツァは最終的には外部からの支援を受けたため、レースから失格となりました。     
1987年がグライスにとって一旦ATCCでの最後の年になった。 彼はその後、1995年にピナクルモータースポーツと1995年の契約にサインしていたが、その関係は最後まで続かずシーズン半ばに終了となった。グライスの最後のATCCレースは、1995年のオランパークラウンドで、グレンセトンレーシングのフォードEFファルコンをドライブ。オーストラリアツーリングカー選手権で10ラウンド（ラウンド優勝者リストで12位）を獲得してキャリアを終了させた。    
1988年は、1987年のJames Hardie 1000の共同ドライバーだったパーシーとの友情のおかげで、 日産スカイラインHR31 GTS-Rを運転し、 ヨーロッパツーリングカー選手権の日産モータースポーツヨーロッパチームに招集された。パーシー、グライス、およびスウェーデン人ドライバーのアンデルス・オロフソンは、1988年のスパ24時間で6番手で走りました。日産ヨーロッパのチームは、元フォード・ワークス・チームとその後のオーストラリア・グループC時代のハワード・マースデンのオーストラリア日産チームのボスによって管理されていました。グライスは、1991年に開催された最初のバサースト12時間レースでもPeter FitzgeraldとNigel Arkellとともにトヨタ・スープラターボで参戦し     優勝した。
1990年、グライスとチームのボスでチーフメカニックのLes Smallが率いる彼の古いRoadwaysツーリングカーチームは、オーストラリアのNASCARシリーズで実行する358立方インチのシボレーV8エンジンを搭載した左ハンドル仕様のホールデンVNコモドールを開発。アデレードインターナショナルレースウェイのサンダードームと1/2マイルスピードウェイスーパーボウルの両方で数回優勝。グライス、Small、Bob Janeは、コモドールをアメリカに連れてウィンストンカップで戦う計画も立てましたが、最終的に計画は実現しなかった。      
グライスは耐久力のある共同ドライバーとして競争を続け、彼の最後の出場は2002年のバサースト1000で、V8 UteシリーズチームNilsson Motorsportがエントリーしたフォード・AU Falconをドライブ。グライスにとって5年ぶりとなるバサーストのスタートは、彼をレーシングドライバーとして再燃させた。彼自身のチームを再結成し、ファルコンXR8でV8ユートシリーズにレース復帰。競争力のあるレースを見せ、チャンピオンシップ6位を獲得した。    
ドライバーのシートから離れると、グライスは歴史的なレースイベントに姿を見せ現地のレースファンにおなじみの存在であり、息子のベンジャミン・グライスのレースキャリアをサポートしている。

## レース戦績

### ル・マン24時間レース
| 年     | チーム                           | コ・ドライバー                            | 使用車両      | クラス | 周回 | 総合順位 | クラス順位 |
| ------ | -------------------------------- | ----------------------------------------- | ------------- | ------ | ---- | -------- | ---------- |
| 1984年 | チャールズ・アイビー・レーシング | アラン・デ・カディネット クリス・クラフト | ポルシェ・956 | C1     | 274  | DNF      | DNF        |
| 1988年 | NISMO                            | マイク・ワイルズ ウィン・パーシー         | 日産・R88C    | C1     | 344  | 14位     | 13位       |

### スパ24時間レース
| 年     | チーム                                              | コ・ドライバー                          | 使用車両                              | クラス | 周回 | 総合順位 | クラス順位 |
| ------ | --------------------------------------------------- | --------------------------------------- | ------------------------------------- | ------ | ---- | -------- | ---------- |
| 1986年 | オーストラリア ナショナル モーターレーシング チーム | ミシェル・デルコート アレックス・ガイ   | ホールデン・VK コモドア SS グループ A | Div.3  | 397  | 23位     | 12位       |
| 1987年 | シュニッツァー・モータースポーツ                    | ロベルト・モレノ ヴィルヘルム・サイラー | BMW・M3                               | Div.2  | 178  | DNF      | DNF        |
| 1988年 | 日産 モータースポーツ ヨーロッパ                    | ウィン・パーシー アンデルス・オロフソン | 日産・スカイライン GTS-R              | Div.3  | 482  | 6位      | 4位        |

### 全日本ツーリングカー選手権
| 年     | チーム   | 車両    | クラス | 1   | 2     | 3   | 4   | 5   | 6   | 順位 | ポイント |
| ------ | -------- | ------- | ------ | --- | ----- | --- | --- | --- | --- | ---- | -------- |
| 1989年 | タイサン | BMW・M3 | JTC-2  | NIS | SEN 1 | TSU | SUG | SUZ | FSW |      |          |